# MENT TV
MENT TV is een Vlaamse digitale commerciële televisiezender. Ze zond voor het eerst uit op 4 januari 2010 en spitst zich toe op Vlaamse muziek & showprogramma's.

## Geschiedenis
De zender begon op 4 januari 2010 en deelde toen een kanaal. Acht uur per dag zond de zender Vlaamse muziek en programma's.
Vanaf 5 september 2011 zendt de themazender 24 uur per dag nationaal uit en is er nog meer plaats voor Vlaamse muziek. 
In het najaar van 2012 kwam MENT TV met De Vlaamse top 10. De presentatoren loodsen de kijker doorheen Vlaamse, Nederlandse, Duitse en internationale hits. Naast muziek zijn er ook praatprogramma’s met Bekende Vlamingen, groepen, artiesten & influencers. De slogan van MENT TV is sinds eind december 2017 "Ment al-1-maar-hits". Daarvoor was de slogan "Zing mee met je tv". 
De zender is te ontvangen via digitale televisie en radio van diverse internet/televisie-aanbieders (Telenet, Proximus, Orange, TV-Vlaanderen) in België. MENT TV is sinds oktober 2016 CIM genoteerd en bereikte in 2019 maandelijks gemiddeld 1,4 miljoen unieke kijkers. Het bereik van in 2022 gemiddeld op maandbasis 1.507.654 unieke kijkers, met een piek in december 2022 van 1,9 miljoen Vlamingen.
Op 1 mei 2024 om 12 uur lanceren Loredana en Pat Krimson de tweede zender MENTpop. Dit 24/7 kanaal richt zich op een jonger publiek dan de originele zender en is bedoeld voor Nederlandstalige pop, interviews en interessante onderwerpen. Per 5 mei wordt de eerste zender vervangen door MENT55. Hugo Sigal geeft het startschot voor deze zender met classics. Zowel MENT55 als MENTpop zijn aangesloten bij CIM.

## Presentatoren
De zender kent vele medewerkers en presentatoren. Enkele bekende zijn
- Herbert Verhaeghe
- Celien Hermans
- Micha Marah
- Filip D'haeze
- Eveline Cannoot
- Amaryllis Temmerman
- Lindsay De Bolle
- Dennie Christian
- Pieter Van Keymeulen
- Frank Valentino
- Joke van de Velde
- Marc Boon
- Mathieu De Blauwe
- Dimitri Vantomme
- Frederik Geeroms

## Programma's
- programma & event: De Loftrompetten voor de Vlaamse Amusementsmuziek
- De Vlaamse Top 10
- De Vlaamse 40
- De Vlaamse Top Toen
- HERBERT (MENT OP ZONDAG)
- De Zotte Zaterdag (met rubriek De Nieuwelingen)
- Hadiemicha
- Léééf
- Request
- Hit Hit Hoera
- 100 Seconden
- Dag Op Dag
- Waar Is Dat Feestje
- Hoe Was Je Weekend
- Jukebox
- Après-Ski Top 100
- Airplay 10
- TOP (Kerst Top, Top 100 van het jaar, Parels Top, Kuikentje Piep Top)
- Trendsetters
- Best Of Crooners

Geschiedenis van de Vlaamse televisie